# Килкис (ном)
Килки́с (греч. Κιλκίς) — ном в Греции, в периферии Центральная Македония. На севере граничит с Северной Македонией, на юге — с номом Салоники, на востоке — с номом Сере и на западе — с номом Пелой.
Площадь нома — 2519 км².
Административный центр — город Килкис.
На севере нома, на границе с Северной Македонией находится Дойранское озеро и гора Тумба.

Границы общин (димов) нома Килкиса

## История
- Ном Килкис образован в 1934 году, законом 6311/8-10-1934.